# Mânzălești
Mânzălești est une commune du județ de Buzău en Roumanie.